# Stanisław Przybyszewski

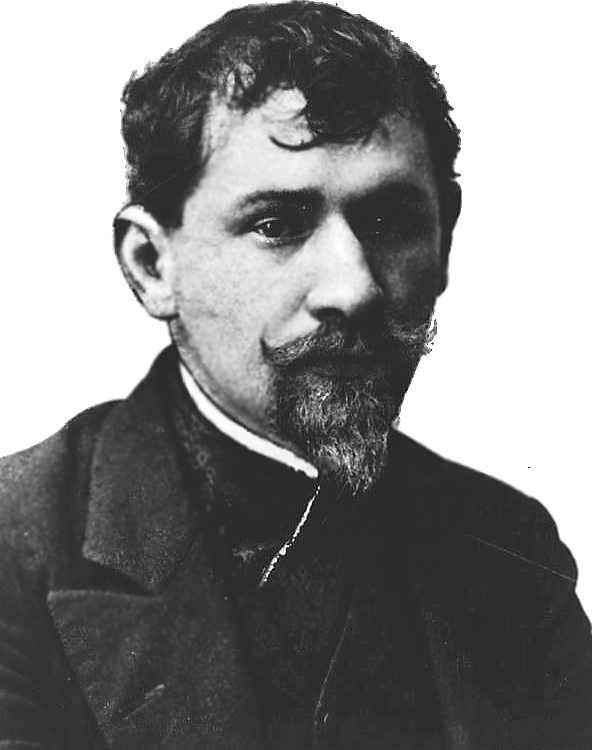
Stanisław Przybyszewski

Stanisław Przybyszewski (* 7. Mai 1868 in Lojewo, Kujawien, Preußen; † 23. November 1927 in Jaronty bei Inowrocław, Kujawien) war ein polnischer Schriftsteller, der zu Beginn seiner Laufbahn auf Deutsch schrieb.

## Leben
Stanisław Przybyszewski wurde als Sohn des Dorfschullehrers Józef Przybyszewski und dessen Gattin Dorota, Tochter eines Organisten, geboren. Er besuchte zunächst das deutsche Gymnasium in Thorn (1881 bis 1884), wo er in Konflikte mit seinen Mitschülern geriet und einen schlechten Schulerfolg aufwies. Nachdem er von der Schuldirektion einen Verweis erhalten hatte, schickte ihn sein Vater auf das deutsche Gymnasium Wongrowitz (1884 bis 1889).
Nach dem Abitur begann er in Berlin zunächst Architektur zu studieren, wechselte aber bald zur Medizin. 1892 wurde er Redakteur der damals in Berlin erscheinenden polnischsprachigen sozialistischen Wochenzeitschrift Gazeta Robotnicza (dt. Arbeiterzeitung). 1893 wurde er wegen der Kontakte zur Arbeiterbewegung der Universität verwiesen.
Im Mai 1891 hatte er ein Liebesverhältnis mit Martha Foerder, die er aus Wongrowitz kannte und mit der er bei seinem Halbbruder Antoni in Berlin-Mitte in der Wöhlertstraße 14 wohnte. Sie brachte von ihm im Februar 1892, November 1892 und Februar 1895 drei Kinder zur Welt. Von ihm erneut schwanger und verlassen, beging sie am 9. Juni 1896 Selbstmord.

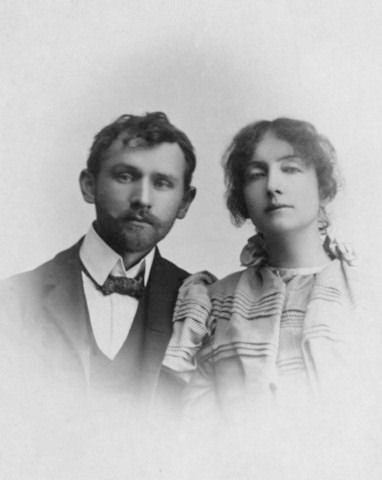
Przybyszewski und Juel als Paar

Im Jahr 1893 heiratete Przybyszewski die norwegische Schriftstellerin Dagny Juel und pendelte zwischen 1894 und 1898 zwischen Berlin und Norwegen.
Przybyszewski entwickelte ein großes Interesse für Satanismus sowie die Philosophie von Friedrich Nietzsche und begann ein Bohème-Leben. Zu seinen Freunden in dieser Zeit gehörten Edvard Munch, Richard Dehmel, August Strindberg und Otto Julius Bierbaum, die sich in ihrer Berliner Stammkneipe Zum schwarzen Ferkel trafen.
1895 wurde er Mitbegründer der Zeitschrift Pan, veröffentlichte daneben aber auch in Karl Kraus’ Fackel und in der Freien Bühne.
1898 zog er mit seiner Frau nach Krakau, wo er Herausgeber der Zeitschrift Życie (dt. Leben) wurde, in der er sich als Haupt des Jungen Polen profilieren konnte. Im Jahre 1900 musste die Zeitung wegen Zensur- und Finanzproblemen eingestellt werden. Zwischen 1901 und 1905 lebte Przybyszewski in Warschau und begann mit der Übersetzung seiner Werke ins Polnische. Nachdem seine Frau Dagny im Jahre 1901 in Tbilisi (Georgien) von Władysław Emeryk ermordet worden war, lebte er mit Jadwiga Kasprowicz zusammen, die zuvor ihren Mann, den Schriftsteller Jan Kasprowicz, und ihre Töchter verlassen hatte. In dieser Zeit unternahm Przybyszewski viele Reisen nach Russland, wo er sich großer Popularität erfreute.
1899 knüpfte er in Lemberg ein Liebesverhältnis mit der Malerin Aniela Pająkówna, die von ihm 1901 die Tochter Stanisława gebar. Aniela starb in Paris 1912. Im Jahr 1905 zog er mit Jadwiga nach Thorn, wo er, alkoholkrank bis zum Ende seines Lebens, sich einer Entziehungskur unterzog. In diesem Jahr konnten die beiden auch heiraten, da die Scheidung von Jan Kasprowicz amtlich wurde.
1906 zog das Ehepaar nach München. Das Leben in Deutschland war wegen Przybyszewskis geschwundener Bekanntheit finanziell nicht einträglich. Während des Ersten Weltkrieges sah er sich sogar genötigt, Agitationsschriften gegen Entgelt anzufertigen, doch setzte er sich zu dieser Zeit sehr für eine deutsch-polnische Verständigung ein. Als Vermittler zwischen der deutschen und den slawischen Literaturen gilt Przybyszewski auch in der Tschechoslowakei, wo er kurze Zeit wohnte und literarisch befruchtend wirkte, zum Beispiel mit Publikationen in der Moderní revue, bevor er 1919 wieder nach Polen zurückkehrte.
Hier arbeitete er intensiv am Aufbau des neuen polnischen Staates mit. Er war zunächst als Beamter in Posen angestellt und übersetzte bei der Post deutsche Dokumente. 1920 tat er Gleiches in Danzig, leitete die polnische Bibliothek und engagierte sich für das polnische Gymnasium in der überwiegend deutschen Stadt. Dort kam er in Kontakt mit dem jungen Journalisten an der Danziger Volksstimme Erich Ruschkewitz, der später Erinnerungen an ihn veröffentlichte. 1924 zog Stanisław Przybyszewski nach Warschau, wo er in der Zivilkanzlei des Präsidenten der Republik angestellt wurde. In Anerkennung seiner Mitwirkung am Aufbau des jungen Staates wurden ihm das Offizierskreuz und das Kommandeurskreuz des Ordens Polonia Restituta verliehen. 1927 kehrte er nach Kujawien, seine Heimat, zurück.
Er starb 1927 auf dem Gut Jaronty in der Nähe von Inowrocław (Hohensalza) im Alter von 59 Jahren. Seine sterblichen Überreste wurden auf dem Friedhof in Góry beigesetzt.

## Künstlerisches Schaffen

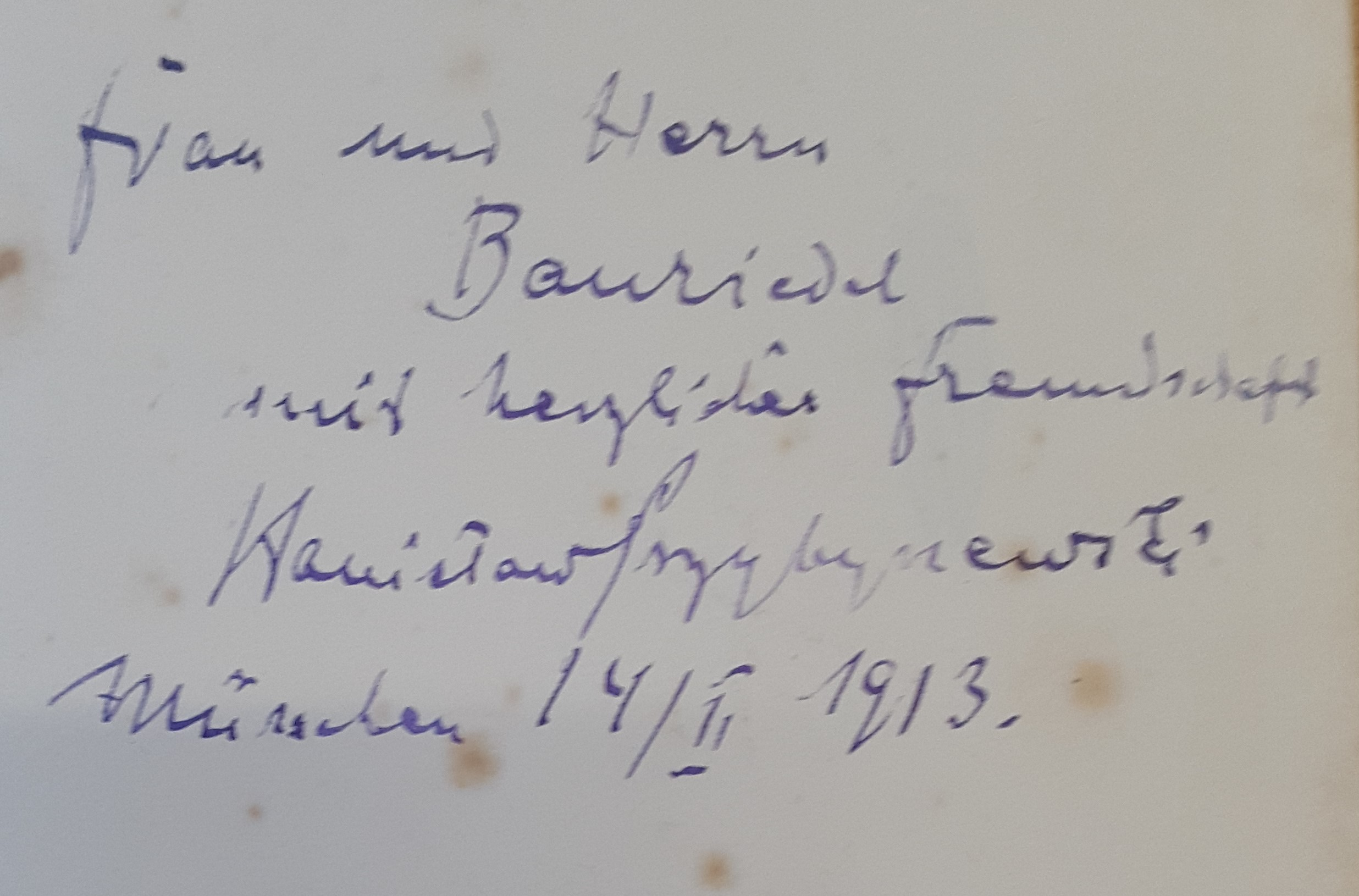
Widmung in Das Gericht (München, 1913)

Przybyszewski schrieb zunächst in deutscher Sprache. Sein Berliner Werk hatte besonderen Einfluss auf Richard Dehmel, mit dem er befreundet war, und auch auf den damals in Berlin lebenden August Strindberg, mit dem ihn eine Hassliebe verband.
1899 veröffentlichte er in Życie das programmatische Manifest der sich neu formierenden naturalistisch-symbolistischen Kunstrichtung Junges Polen, das Confiteor. Es wurde zu einem der wichtigsten programmatischen Texte dieser Gruppe polnischer Literaten. Hinter dem L’art pour l’art stand die Überzeugung, nur die Kunst würde die wesentlichen Wahrheiten des Seins offenbaren und ins Absolute vordringen. In dieser Phase machte er auf den polnischen Schriftsteller Jan Kasprowicz aufmerksam.
Przybyszewski war ein fruchtbarer Schriftsteller. Zu seinen heute noch bekanntesten Werken zählen Die Gnosis des Bösen (auch als Die Synagoge Satans erschienen), 1897, eine Auseinandersetzung mit dem Satanismus, nicht zu verwechseln mit seinem im selben Jahr erschienenen Roman Satans Kinder, sowie sein Roman Der Schrei (poln. Krzyk 1917, dt. 1918). Angeregt war der Titel dieser späten Reminiszenz an Przybyszewskis Berliner Zeit durch Edvard Munchs berühmtes Bild Der Schrei (1903), das dieser Przybyszewski schenkte, nachdem er selbst durch dessen Totenmesse zu dem Werk angeregt worden war.
Der „geniale Pole“ hieß Przybyszewski bei der Friedrichshagener Bohème um Peter Hille, Bölsche, die Harts; als „Made in Germany“ begrüßte ihn begeistert das europahungrige junge Krakau um Stanisław Wyspiański, als er 1898 nach Polen zurückkehrte. In Deutschland erlebte Przybyszewski die ersten Naturalismus-Erfolge, die Skandinavienmode, doch auch das Debakel einer Munch-Ausstellung und den Triumph der göttlichen Duse in Berlin. Przybyszewski wollte eigentlich Psychiater werden, weil er „die Umnachteten, die Abartigen, Entgleisten“ liebte. Sein leidenschaftliches Erinnerungsbuch, in dem die Ängste und Nöte, der Rausch und die Schöpferkraft der fremden und der heimischen Bohème wieder auferstehen, trägt die Wundmale des in seiner unendlichen Sehnsucht da wie dort unbehausten Künstlers: „Ferne komm ich her...“. wie Alfred Mombert schrieb.
Laut Tadeusz Boy-Żeleński ist Przybyszewskis Entwicklung auch deshalb interessant, weil er außerhalb Polens aufgewachsen war, über allgemein-menschliche Themen für ein nicht-polnisches Publikum in fremder Sprache geschrieben habe. Erst später besann er sich seiner polnischen Herkunft und der polnischen Kultur von Chopin bis Słowacki. Seine Rückkehr nach Polen wirkte „ungemein belebend und anregend für die Generation, die verdammt war, unter fremder Herrschaft zu leben.“ Dies begründete auch den „Erfolg seines wütenden Individualismus, der sich gegen jegliche gesellschaftliche Fessel der Kunst richtete“.

## Przybyszewskis Kinder
Przybyszewski hatte insgesamt sechs Kinder aus drei Liaisons.
Die drei Kinder von Marta Foerder wurden alle in Berlin geboren.
- Nach dem Selbstmord der Mutter wurde der älteste Sohn Bolesław Przybyszewski (geb. am 22. Februar 1892) zunächst von den Eltern des Vaters in Lojewo und Wongrowitz erzogen. 1912 kam er nach Warschau, wo er Klavierspiel und Komposition lernte. Als deutscher Staatsangehöriger wurde er während des Ersten Weltkrieges nach Orsk verschleppt, wo er die Oktoberrevolution erlebte und Kommunist wurde. Er hielt später Vorträge an der Moskauer Universität der Nationalen Minderheiten, 1929 wurde zum Direktor des Moskauer Konservatoriums ernannt, wo er eine Ideologisierung des Unterrichtes durchsetzte. 1932 wurde er wegen Homosexualität angeklagt und zu drei Jahren Zwangsarbeit verurteilt. 1937 wurde er im Zuge der Tschistkas der Spionage und Sabotage angeklagt und am 21. August vom Militärtribunal zum Tode verurteilt. Das Urteil wurde am gleichen Tag vollstreckt. 1956 wurde er rehabilitiert.
- Mieczysława (geb. am 14. November 1892) kam zunächst in ein Berliner Waisenhaus, später wurde sie von der Familie Rieger als Martha Rieger adoptiert. In den 1960er Jahren begann sie Polnisch zu lernen, um Przybyszewskis Korrespondenz lesen zu können.
- Janina Foerder (geb. im Februar 1895) wurde vom Vater nie anerkannt. Sie kam ebenfalls in ein Berliner Waisenhaus, später wurde sie Dienstmädchen bei einer Berliner Familie, doch bereits in den 1930er Jahren starb sie in einem Berliner Irrenhaus.

Die Kinder seiner Ehefrau Dagny wurden im norwegischen Kongsvinger geboren.
- Zenon Przybyszewski Westrup (geb. am 28. September 1895), wurde nach dem Tod der Mutter zunächst von der Schauspielerin Laura Pytlińska erzogen, doch bald von der Tante Gudrun Westrup adoptiert. Gudrun Westrup, ältere Schwester von Dagny, lebte seit ihrer Heirat in Schweden und so wuchs Zenon in Schweden auf. Er studierte am Pembroke College in Oxford. Er wurde in den 1920er Jahren zum Attaché bei der schwedischen Botschaft in Warschau ernannt. Im Laufe seines Lebens arbeitete er an mehreren schwedischen Vertretungen in Europa, wie Paris, Brüssel, Den Haag, Genf und Bern. Starb am 27. November 1988 in Middelfart. Veröffentlichte Erinnerungen Jag har varit i Arkadien.
- Ivi Przybyszewska-Westrup-Bennet (geb. am 3. Oktober 1897) wohnte verwitwet in Rom und heiratete später erneut.

Daneben bekam er eine Tochter von Aniela Pająkówna:
- Stanisława Przybyszewska (geb. am 1. Oktober 1901 in Krakau), wurde mit elf Jahren eine Waise. Sie wurde von der Familie des Dr. Moraczewski adoptiert und erhielt eine gute Ausbildung. Früh zeigte sie eine literarische Begabung. Nach 1920 kam sie nach Posen und wurde bei der Post angestellt. Bald gab sie die eintönige Arbeit auf und begann ein Studium am Posener Konservatorium, dann an der Posener Universität. 1922 siedelte sie nach Warschau über, 1923 heiratete sie den Maler Jan Panieński, mit ihm ging sie nach Danzig, wo Panieński Zeichnen im Polnischen Gymnasium unterrichtete. Panieński starb plötzlich 1925 während eines Kunststudiums in Paris. Stanisława blieb in Danzig, schrieb Theaterstücke (am bekanntesten „Sprawa Dantona“ [Die Sache des Danton] (1929), verfilmt von Andrzej Wajda als Danton (1983)), wurde drogenabhängig und starb dort am 15. August 1935.

## Werke (in deutscher Sprache)

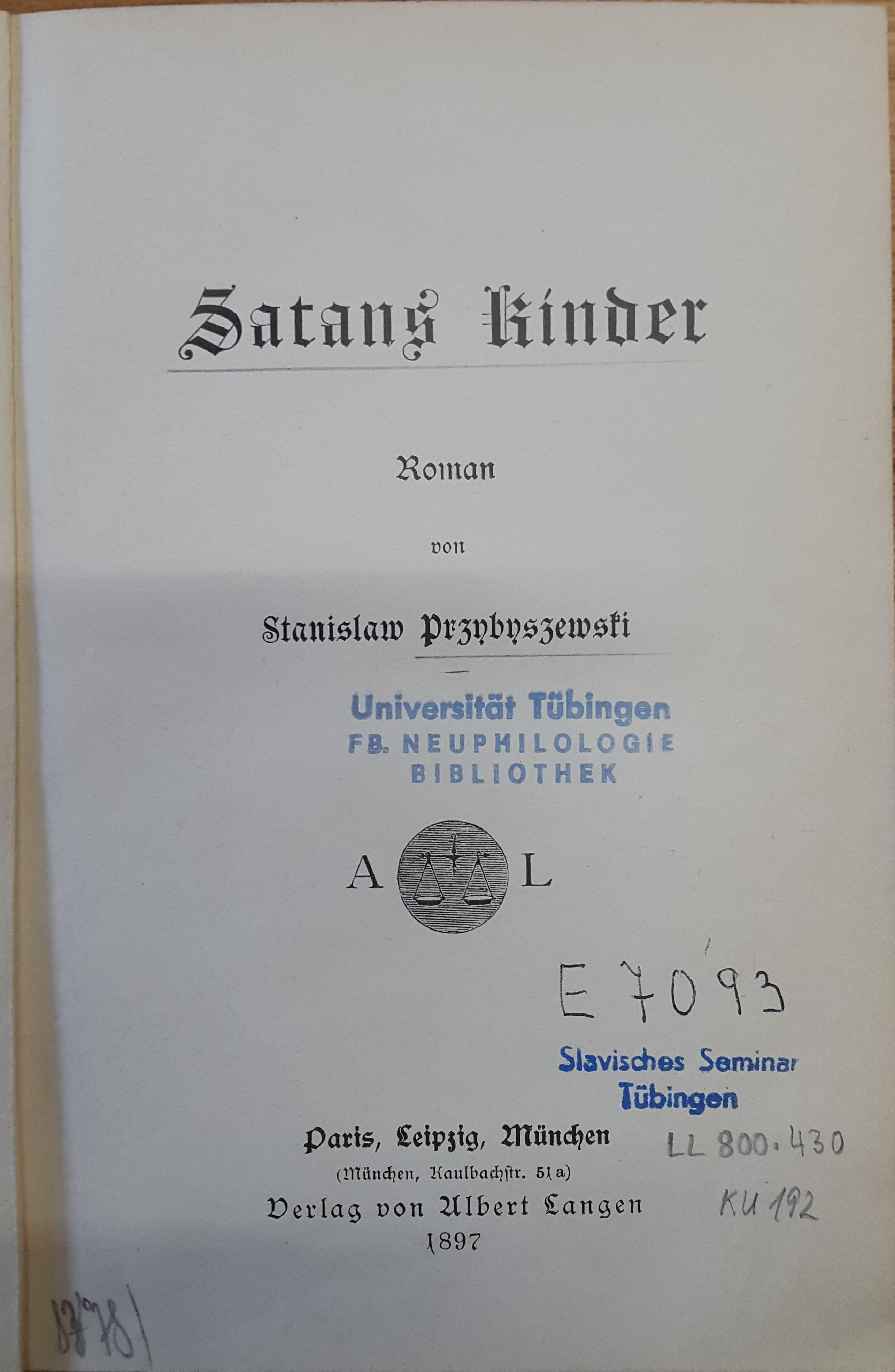
Satans Kinder (1897)

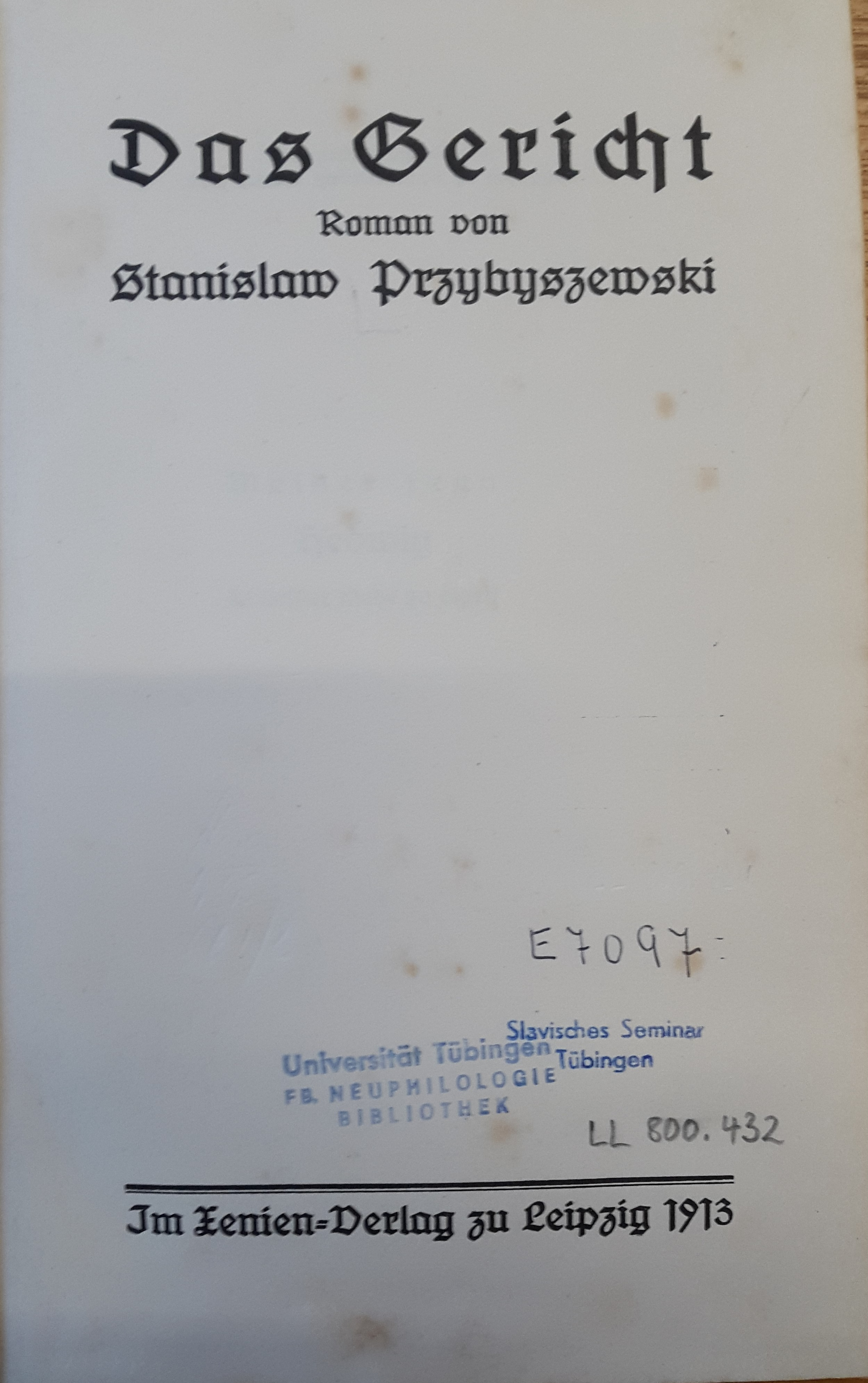
Das Gericht (1913)

### Belletristik
Biographisches
- Ferne komm ich her … Erinnerungen an Berlin und Krakau. Kiepenheuer Verlag, Leipzig 1985.

Erzählungen
- Totenmesse. Erzählung. 2. Aufl. Fontane Verlag, Berlin 1893.
- Vigilien. 2. Aufl. Fontane Verlag, Berlin 1901.
- De profundis. Erzählung. H. Storm Verlag, Berlin 1900.
- Epipsychidion. Erzählungen. Fontane Verlag, Berlin 1900 (Nachdr. d. Ausg. Berlin 1900).
- Androgyne. Fontane Verlag, Berlin 1906.

Romane
- Homo sapiens. Roman H. Storm Verlag, Berlin 1895 ff.

1. Ueber Bord. 1897.
2. Unterwegs. 1895.
3. Im Malstrom. 1895.

- Satans Kinder. Roman. Verlag von Albert Langen, Paris Leipzig München 1897, Einbandzeichnung von Wilhelm Schulz; 2. Auflage bei Fontane, Berlin 1905; Übernahme und Vertrieb der Buchblöcke in schlichtem Einband durch den Verlag Georg Müller, München 1919.
- Erdensöhne. Roman in drei Teilen. Fontane Verlag, Berlin 1905.
- Der Schrei. Georg Müller, München 1918.

Theaterstücke
- Totentanz der Liebe. Vier Dramen. Fontane Verlag, Berlin 1902.[4]
- Schnee. Drama in vier Akten. Verlag Dr. J. Marchlewski, München 1903.
- Gelübde. Dramatische Dichtung in drei Aufzügen. Etzold Verlag, München 1906.

### Sachbücher
Essays
- Zur Psychologie des Individuums. Fontane Verlag, Berlin 1892 ff.

1. Chopin und Nietzsche. 1906 (Nachdr. d. Ausg. Berlin 1892).
2. Ola Hansson. 1892.

- Die Gnosis des Bösen. Entstehung und Kult des Hexensabbats, des Satanismus und der Schwarzen Messe (Esoterik und Schwärmerei; Bd. 1). Zerling Verlag, Berlin 1984, ISBN 3-88468-003-X (früherer Titel: Die Synagoge Satans).
- Von Polens Seele. Ein Versuch (Schriften zum Verständnis der Völker). Diederichs, Jena 1917.

### Werkausgabe
- Michael M. Schardt (Hrsg.): Gesammelte Werke. Werke, Aufzeichnungen, Briefe. Igel-Verlag, Paderborn/Oldenburg 1990/2003 (8 Bände mit einem Kommentarband).

1. Erzählungen. „De profundis“ und andere Erzählungen. 1990, ISBN 3-927104-04-3.
2. Erzählungen und Essays. 1991, ISBN 3-927104-18-3.
3. Romane. „Homo sapiens“. 1993, ISBN 3-927104-28-0.
4. Romane. „Erdensöhne“, „Das Gericht“, „Der Schrei“. 1992, ISBN 3-927104-29-9.
5. Dramen. „Schnee“ und andere Dramen. 1993, ISBN 3-927104-46-9.
6. Kritische und essayistische Schriften. 1992, ISBN 3-927104-26-4.
7. Aufzeichnungen „Ferne komm ich her ...“. 1994, ISBN 3-927104-87-6.
8. Briefe. 1879–1927. 1999, ISBN 3-89621-083-1.
9. Hartmut Vollmer (Hrsg.): Kommentarband. 2003, ISBN 3-89621-173-0.

## Literatur

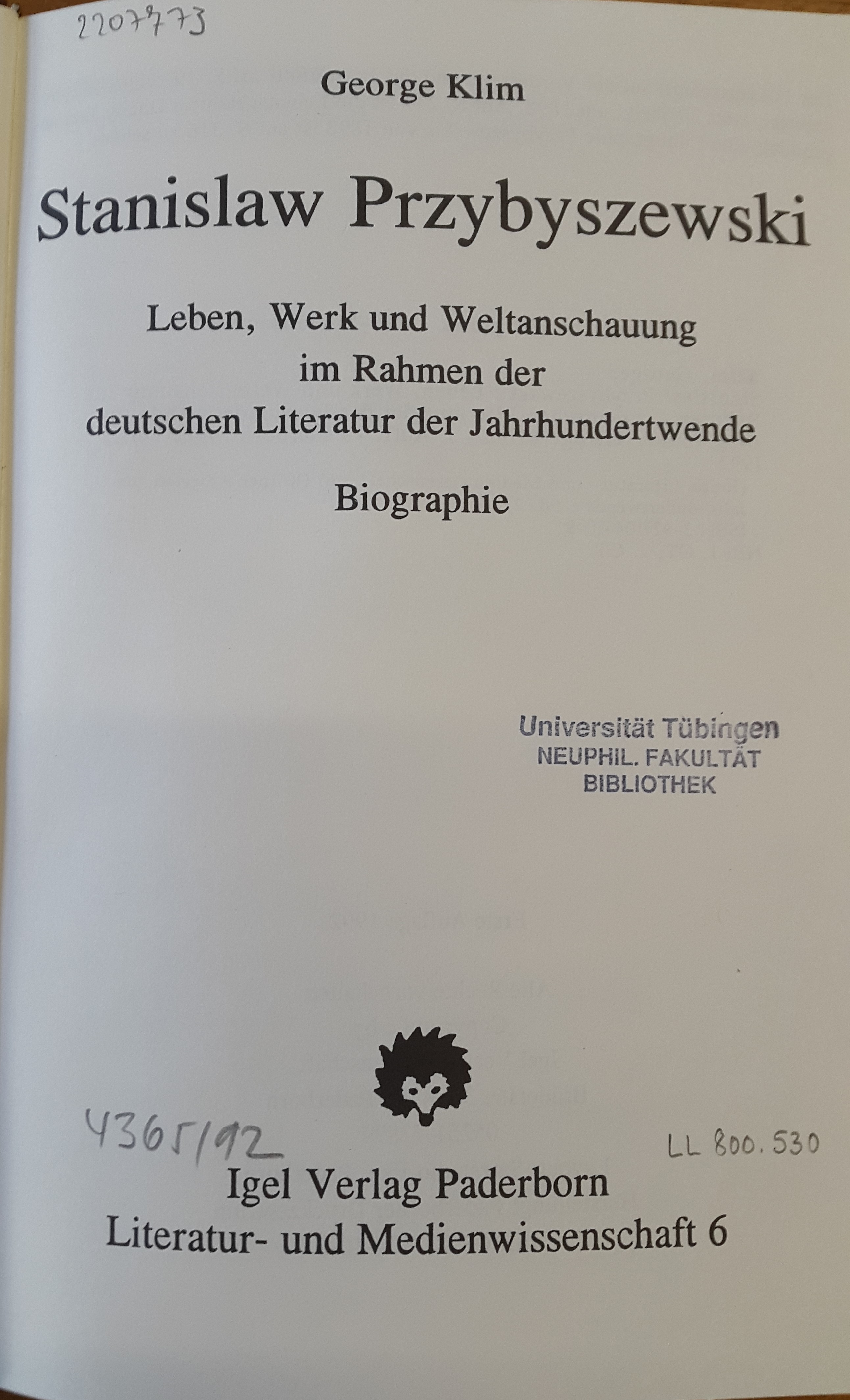
George Klim Stanisław Przybyszewski 1992

## Notizen
1. ↑  Hans-Joachim Böttcher: Otto Julius Bierbaum - Ein Poetenleben voller Ruhm und Traik. Gabriele Schäfer Verlag, Herne 2022, ISBN 978-3-944487-94-6, S. 93 ff.
2. ↑  Teil 1: 1926. Teil 2, unvollendet: 1930
3. ↑  Tadeusz Boy-Żeleński: Erinnerungen an das Labyrinth. Krakau um die Jahrhundertwende. Skizzen & Feuilletons, Gustav Kiepenheuer : Leipzig 1979, S. 207.
4. ↑  Inhalt: Das goldene Vließ. Drama in drei Akten, Das große Glück. Drama in drei Akten, Die Mutter. Drama in vier Akten. Die Gäste. Ein dramatischer Epilog.

| Personendaten    | Personendaten                    |
| ---------------- | -------------------------------- |
| NAME             | Przybyszewski, Stanisław         |
| KURZBESCHREIBUNG | polnischer Schriftsteller        |
| GEBURTSDATUM     | 7. Mai 1868                      |
| GEBURTSORT       | Łojewo, Kujawien                 |
| STERBEDATUM      | 23. November 1927                |
| STERBEORT        | Jaronty bei Inowrocław, Kujawien |